# دار الأصرم (سيدي بوسعيد)
دار الأصرم هو قصر تونسي يقع في سيدي بوسعيد في ضواحي تونس العاصمة.

## التاريخ
بني هذا القصر في القرن التاسع عشر، وهو على ملك عائلة الأصرم.